# Hexatoma setivena
Hexatoma setivena är en tvåvingeart som beskrevs av Alexander 1975. Hexatoma setivena ingår i släktet Hexatoma och familjen småharkrankar.
Artens utbredningsområde är Nigeria. Inga underarter finns listade i Catalogue of Life.